# Raoul Schoregge
Raoul Schoregge, auch bekannt als Clown Coreggio (* 28. Januar 1969 in Münster) ist ein deutscher Clown, Produzent und Regisseur. Bekannt wurde er durch Engagements beim Circus Krone, Circus Sarrasani und beim Chinesischen Nationalcircus, dessen Manager und Produzent er seit dem Jahr 2000 ist.

## Leben und Wirken
Raoul Schoregge wurde als Sohn des Kunstmalers Günter Schoregge und der Lehrerin Hannelore Schoregge geboren. Er wuchs in Gescher im Münsterland auf und wurde durch den künstlerischen Beruf seines Vaters sowie durch frühe Beschäftigung mit Kunst und Kultur geprägt. Während der Schulzeit war er Teil der Theatergruppe Comedier Chaotica. Im Alter von 17 Jahren beendete er die Schule vor dem Abitur und schloss sich der spanischen Clown-Familie Alexis an, mit der er auf Tournee ging. In verschiedenen Zirkusunternehmen waren unter anderem Tony Alexis und sein Vorbild Oleg Popow seine Lehrmeister. 1992 kehrte er zurück ins Münsterland und machte sich als Kulturmanager und als freischaffender Künstler selbstständig.
Gastspiele als Clown und Regisseur führten ihn durch Europa, China, Japan und Nordkorea. Die Zusammenarbeit mit bedeutenden Clowns wie Oleg Popow, Tony Alexis und Pio Nock prägten ihn, auch mit Künstlern wie Dominik Graf, Ulli Edel und Anna Thalbach arbeitete er zusammen. Zu Gast war er unter anderem beim Circus Krone, Zirkus Busch, Zirkus Sarrasani, Roncalli’s Apollo Theater sowie bei Festivals wie zum Beispiel in Wuhan (China). In seiner Solo-Show trat er an zahlreichen Theatern als Clown „Correggio“ auf.
Im Jahr 2000 übernahm er in der Nachfolge von André Heller die Produktion des Chinesischen Nationalcircus und etablierte diesen als erfolgreiche Theatershow in ganz Europa. Während der Einschränkungen durch die COVID-19-Pandemie startete Schoregge 2021 den Podcast „Halbzeit – die Zwischenbilanz“.
2019 veröffentlichte er sein autobiografisches Buch „Die Leiter am Fuße des Lächelns“ mit vielen chinesischen Weisheiten.
Heute lebt er mit seiner Frau und seinen Kindern in Havixbeck.

## Filmografie
- 2010: Im Angesicht des Verbrechens (Der Verrat)
- 2014: Sarrasani: Der Zirkus-Revolutionär (Dokumentarfilm; Arte, MDR)
- 2021 Der traurige Clown - Künstler*innen im Lockdown (WDR-Dokumentation)[10]

## Buchveröffentlichung
- Die Leiter am Fuße des Lächelns. Der biografische Ratgeber eines clownesken Managers. Landwirtschaftsverlag Münster, Münster 2019, ISBN 978-3-7843-5627-3